# Commanderie du Corgebin
Le Corgebin est un lieu-dit situé à l’écart (1500 m) au sud-ouest du village de Brottes, touchant le sud de la ville de Chaumont, dans la Haute-Marne.

## Histoire
Le Corgebin est avant tout le siège d’une commanderie hospitalière après avoir été templière. Cette commanderie est attestée dès 1187,. Les donations, sous forme de rentes ou d’aumônes, concourent à sa création. Elles viennent de Brottes, de la part de particuliers ou de gens plus fortunés. 
En plus de la mainmise sur la seigneurie de Brottes, les chevaliers possédaient au sud un immense domaine forestier de mille hectares — la forêt du Corgebin, devenue domaniale —, quelques fermes et un hôtel à Chaumont la domus Templi de Corgemin et aussi Courgemin qui avait sa chapelle.
Au début du XIVe siècle, les Templiers sont les maîtres et seigneurs absolus du village, responsables de la haute justice, lorsque Philippe-le-Bel intente un procès à leur Ordre, et les fait arrêter (1307).
À la disparition de l’Ordre du Temple (1314), les biens et terres de la commanderie sont attribués à l’Ordre de Saint-Jean de Jérusalem (dit de l'Hôpital). Dans un souci de réorganisation, les Hospitaliers la réuniront avec la commanderie de Thors (aujourd’hui dans l’Aube) en 1382.
Au XVIIIe siècle, il faut noter la présence de Jacques de Foudras (1715 † 1775), commandeur de Thors (10), Corgebin, Pontaubert (89) et Normier (21). Sa résidence habituelle était à Corgebin. 
Juste avant la Révolution française, le dernier commandeur de l’ordre de Saint-Jean de Jérusalem, Louis François de Lamirault, fit construire le château actuel au moins en partie sur des caves déjà existantes. Il ne quitta pas la France et put racheter une partie des biens de l'Ordre (château et ferme du Corgebin) devenus biens nationaux. Élu maire de Chaumont en janvier 1790, il dut démissionner de ce poste en septembre 1791 en raison de son appartenance à l'ordre de Saint-Jean de Jérusalem. En 1803, il réussit à être délié de ses vœux et se marie la même année avec Justine de Civalart. Le couple aura deux enfants. Louis-François de Lamirault meurt en 1807. Son épouse vend le domaine du Corgebin à un régisseur en 1810.
De la chapelle Sainte-Marie-Madelaine, il ne subsiste qu'un pignon roman et de l'époque moyenâgeuse que quelques murs de bâtiments. Quelques pierres de bornage sont visibles dans la forêt du Corgebin.

## Sources
- Jean-Marc Roger, Le prieuré de Champagne des Chevaliers de Rhodes : Thèse de paris IV 2001, Université Paris-Sorbonne, 2001, 2000 p.
- Delphine Marie, Les Templiers dans le diocèse de Langres : des moines entrepreneurs aux XIIe et XIIIe siècles, Langres, D. Guéniot, 2004, 189 p. (ISBN 2-87825-260-8)